# State Archives of Assyria
State Archives of Assyria (abgekürzt SAA) ist ein Serienwerk, das neuassyrische Texte, vor allem aus Ninive, in kritischer Edition und in englischer Übersetzung zugänglich macht. Anders als bei der erstmaligen Publikation dieser Texte von der Wende des 19. zum 20. Jahrhundert, sind sie in den State Archives of Assyria nach ihrem Genre arrangiert und mit modernen Interpretation versehen. Herausgegeben wird das Werk durch das Neo-Assyrian Text Corpus Project an der Universität Helsinki.
Ergänzend erscheinen die State Archives of Assyria Studies.

## Bände
- SAA 1: The Correspondence of Sargon II, Teil 1: Letters from Assyria and the West (1987)
- SAA 2: Neo-Assyrian Treaties and Loyalty Oaths (1988)
- SAA 3: Court Poetry and Literary Miscellanea (1989)
- SAA 4: Queries to the Sungod: Divination and Politics in Sargonid Assyria (1990)
- SAA 5: The Correspondence of Sargon II, Teil 2: Letters from the Northern and Northeastern Provinces (1990)
- SAA 6: Legal Transactions of the Royal Court of Nineveh, Teil 1: Tiglath-Pileser III through Esarhaddon (1991)
- SAA 7: Imperial Administrative Records, Teil 1: Palace and Temple Administration (1992)
- SAA 8: Astrological Reports to Assyrian Kings (1992)
- SAA 9: Assyrian Prophecies (1997)
- SAA 10: Letters from Assyrian and Babylonian Scholars (1993)
- SAA 11: Imperial Administrative Records, Teil 2: Provincial and Military Administration (1995)
- SAA 12: Grants, Decrees and Gifts of the Neo-Assyrian Period (1995)
- SAA 13: Letters from Assyrian and Babylonian Priests to Kings Esarhaddon and Assurbanipal (1998)
- SAA 14: Legal Transactions of the Royal Court of Nineveh, Teil 2: Assurbanipal Through Sin-šarru-iškun (2002)
- SAA 15: The Correspondence of Sargon II, Teil 3: Letters from Babylonia and the Eastern Provinces (2001)
- SAA 16: The Political Correspondence of Esarhaddon (2002)
- SAA 17: The Neo-Babylonian Correspondence of Sargon and Sennacherib (2003)
- SAA 18: The Babylonian Correspondence of Esarhaddon and Letters to Assurbanipal and Sin-šarru-iškun from Northern and Central Babylonia (2003)
- SAA 19: The Correspondence of Tiglath-Pileser III and Sargon II (2012)
- SAA 20: Assyrian Royal Rituals and Cultic Texts  (2017)
- SAA 21: The Correspondence of Assurbanipal, Part I: Letters from Assyria, Babylonia, and Vassal States (2018)